# Eläkeläiset

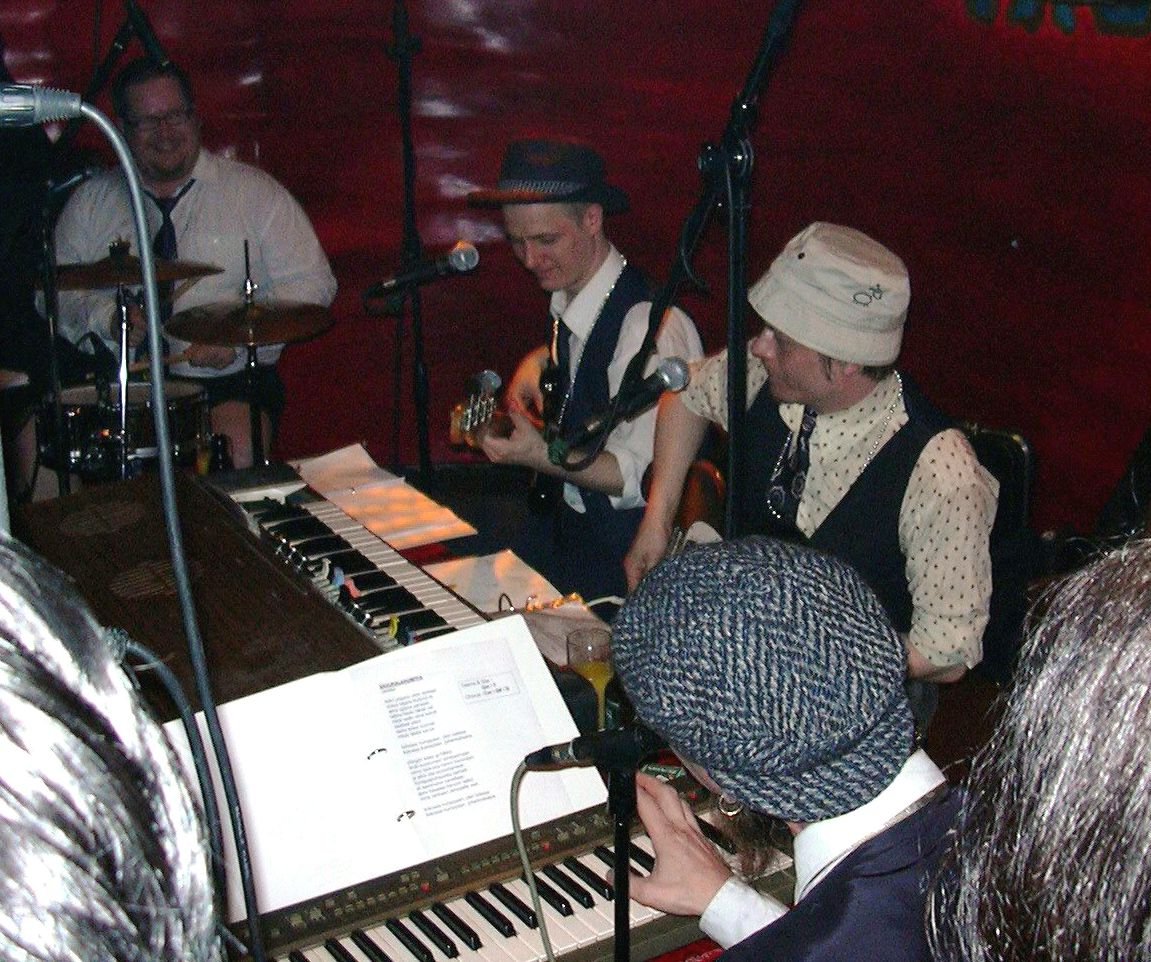
Eläkeläiset på scen i Tyskland våren 2004

Eläkeläiset ("pensionärerna" på finska) bildades 1993 och är ett finskt band som blivit kända genom att göra finska covers på kända rock- och poplåtar i humppa-, polka- och jenkkatappning. Eläkeläiset består av Onni Varis (keyboard, sång), Lassi Kinnunen (dragspel, sång), Martti Varis (elbas, sång), Petteri Halonen (gitarr, keyboard, sång) och Kristian Voutilainen (trummor, sång).
Bandet är, förutom i Finland, populärt i Tyskland, där de ofta uppträder.

## Historia
Gruppen Eläkeläiset startade i Joensuu i Finland som ett sidoprojekt av medlemmarna i gruppen Kumikameli (gummikamel) då de, enligt egen utsago, jammade berusade och inte klarade av att spela något annat än humppa och blues. Då medlemmarna ansåg blues vara trist spelade de humppa och den första låten de gjorde en egen version av var Kiss Rock and Roll All Nite. Bandmedlemmarna gillade hur det lät och de valde att tillbringa mer och mer tid på att göra humppacovers och så föddes bandet Eläkeläiset. Eläkeläisets första gig var på festivalen Provinssirock 1993 och 1994 släppte gruppen sitt första album, Joulumanteli.
I likhet med det tillfället då gruppen bildades, uppträder de i allra flesta fall alkoholpåverkade. De flesta av gruppens album är även de inspelade i berusat tillstånd. När bandet turnerade i Tyskland gömde de flaskor med alkohol i skogarna längs med Tysklands motorvägar och på sin webbplats lade de upp skattkartor och vägbeskrivningar till sina gömmor.
År 2007 hade bandet ett sabbatsår, men släppte ändå livealbumet Humppakonsertto som bland annat innehåller material från deras slutsålda farvälkonsert i Nosturi, Helsingfors.
2008 turnerade Eläkeläiset i Tyskland under namnet 2008 Humppa Jubiläum Tour och framträdde på Sweden Rock Festival.
Eläkeläiset ställde 2010 upp i den finska uttagningen till Eurovision Song Contest med låten Hulluna humpasta och tog sig till final. Låten erhöll i första finalomgången mest röster av samtliga bidrag (20 501 röster) och gick med två andra bidrag vidare till superfinalen där låten slutligen hamnade på en tredje plats med 20,2 % av rösterna (23 120 röster).

## Publik
Eläkeläiset har en trogen publik. I likhet med det norska bandet Turbonegro har Eläkeläisets fans grupperat sig i föreningar. I Tyskland finns flera lokala Humppajugend-föreningar (Humppaungdom) och i Finland finns gruppen Humpparetkut (Humppasluskarna). Det finns även föreningar i Nederländerna och Polen.
Eläkeläiset har även uppträtt på flera stora punk- och hårdrocksfestivaler som exempelvis Wacken Open Air, Tuska Open Air och Augustibuller. På 1990-talet uppträdde bandet fem år i rad på Hultsfredfestivalen och blev såpass populära hos festivalens dåvarande ordförande Gunnar Lagerman att de senare uppträdde på hans 40-årsfest.
Eläkeläiset är även populära hos vissa OpenBSD-utvecklare och spelas ofta på deras så kallade hackathons, där utvecklarna hävdar att de "omintetgör ondska med humppa och matematik."

## Kontrovers
Alla artister (och deras skivbolag) är inte överförtjusta i att Eläkeläiset gör humppacovers på deras låtar. Bland annat har skivbolaget Universal Music försökt förbjuda Eläkeläiset att spela sin version av Scorpions låt Wind of Change, Hapankaalihumppa (Surkålshumppa), live. Bandet valde dock att ignorera det brev de fått och spelade låten under en Tysklandsturné, vilket resulterade i att en mycket arg jurist från Universal Music hotade att på laglig väg frånta alla bandmedlemmarna deras pengar.

## Diskografi

### Album
- Joulumanteli (1994, enbart utgiven på kassett)
- Humppakäräjät (1994)
- Humpan Kuninkaan Hovissa (1995)
- In Humppa We Trust (1996, live)
- Humppamaratooni (1997)
- Werbung, Baby! (1999)
- Humpan Kuninkaan Hovissa (2000)
- Humppa-Akatemia (2000, dubbelalbum)
- Humppa Till We Die (2000)
- Humppa! (2001)
- Pahvische (2002)
- Humppaelämää (2003)
- Humppasirkus (2006)
- Humppakonsertto (2007, live)
- Humppa United (2008)
- Humppabingo (2009)
- Humppasheikkailu (2012)
- Humppakalamisto (2013)
- Humppa of Finland (2017)

### EP
- Humppalöyly (1995)
- Humppaorgiat (1999)
- Jenkkapolkkahumppa (2001)
- Joulutorttu (2002)
- Katkolla Humppa (2003)
- Keväthumppa (2004)
- Das Humppawerk (2006)
- Ukki, mitä oli jenkka? (2009)

### Singlar
- Pyjamahumppa (1995)
- Dementikon Keppihumppa / Take Me To The City (1997)
- Sensational Monsters Of Humppa (1998)
- Huipputähtien Ykköshitit (1999)
- Ja Humppa Soi (2000)
- Jenkkapolkkahumppa (2001)
- Kiitokset humpasta (2002)
- Joulutorttu (2002)
- Katkolla humppa (2003)
- Keväthumppa (2003)
- Jukolan Humppa (2005)
- Das Humppawerk (2006)

### DVD
- Sekoilun Ytimessä 1993-2003 – Ten Years of Finnish Humppa in the Core of Sekolation (2003)

## Listplaceringar
Listplaceringarna visar singlarnas och albumens placeringar på den finska listan.
| Inträde på listan (vecka/år) | Titel                    | Topplacering | Veckor på listan |
| ---------------------------- | ------------------------ | ------------ | ---------------- |
| 08/1999                      | Huipputähtien ykköshitit | 10           | 1                |
| 37/2000                      | Ja Humppa Soi            | 12           | 4                |
| 28/2001                      | Jenkkapolkkahumppa       | 10           | 3                |
| 15/2002                      | Kiitokset humpasta       | 9            | 1                |
| 50/2002                      | Joulutorttu              | 6            | 2                |
| 11/2003                      | Katkolla humppa          | 6            | 2                |
| 20/2003                      | Keväthumppa              | 17           | 1                |
| 03/2006                      | Jukolan humppa           | 5            | 5                |
| 23/2006                      | Das Humppawerk           | 6            | 4                |
| 13/2009                      | Ukki, mitä oli jenkka    | 5            | 1                |

| Inträde på listan (vecka/år) | Titel            | Topplacering | Veckor på listan |
| ---------------------------- | ---------------- | ------------ | ---------------- |
| 13/1999                      | Werbung, baby!   | 33           | 3                |
| 40/2000                      | Humppa-akatemia  | 17           | 4                |
| 15/2002                      | Pahvische        | 16           | 2                |
| 14/2003                      | Humppaelämää     | 23           | 2                |
| 08/2006                      | Humppasirkus     | 10           | 3                |
| 40/2008                      | Humppa United    | 9            | 2                |
| 04/2010                      | Humppabingo      | 32           | 1                |
| 12/2012                      | Humppasheikkailu | 5            | 3                |